# ブレスザフォール
ブレスザフォール (Blessthefall)は、アメリカ合衆国アリゾナ州フェニックスにて結成されたメタルコアバンドである。
フィアレス・レコードを代表するポストハードコアバンド。メンバーの多くがカトリック教徒であり、歌詞にもイエス・キリストの教えに基づいた物が多く含まれているが、彼等は自身をクリスチャン・バンドと称していない。

## 略歴
2004年に、当時高校生だったメンバーによって結成。
2005年、2006年とそれぞれ自主制作でミニアルバムを発表した後、インディーズレーベルの「Science/Ferret Music」と契約を結ぶ。
2007年4月10日にデビューアルバム『ヒズ・ラスト・ウォーク』を発表。しかし、直後にボーカルのクレイグ・マビットがバンドから脱退。しばらく新メンバーを探し続け、2008年9月にボウ・ボーカンを迎え入れ、ようやくバンドを本格的に再始動。その後、フィアレス・レコードへと移籍。
2009年10月6日、2ndアルバム『ウイットネス』を発表。全米アルバムチャートにて初登場54位を記録した。プロデューサーには、ストーリー・オブ・ザ・イヤー等を手掛けた、マイケル・エルヴィス・バスケットを起用している。
2011年2月15日、リズム・ギタリストのマイク・フリスビーがバンドから脱退する。新ギタリストには、エリオット・グレンバーグを起用。
2011年10月4日には、3rdアルバム『アウェイクニング』がリリースされ、全米アルバムチャートにて初登場32位を記録した。前作同様、プロデューサーには、マイケル・エルヴィス・バスケットを起用している。

## 現在のメンバー
- ボウ・ボーカン (Beau Bokan) - ボーカル

元Take the Crownのボーカル。
- エリック・ランバート (Eric Lambert) - ギター
- エリオット・グレンバーグ (Elliott Gruenberg) - ギター

フリスビー脱退後に加入。
- ジャレド・ワース (Jared Warth) - ベース、ボーカル
- マット・トレイナー (Matt Traynor)  - ドラム

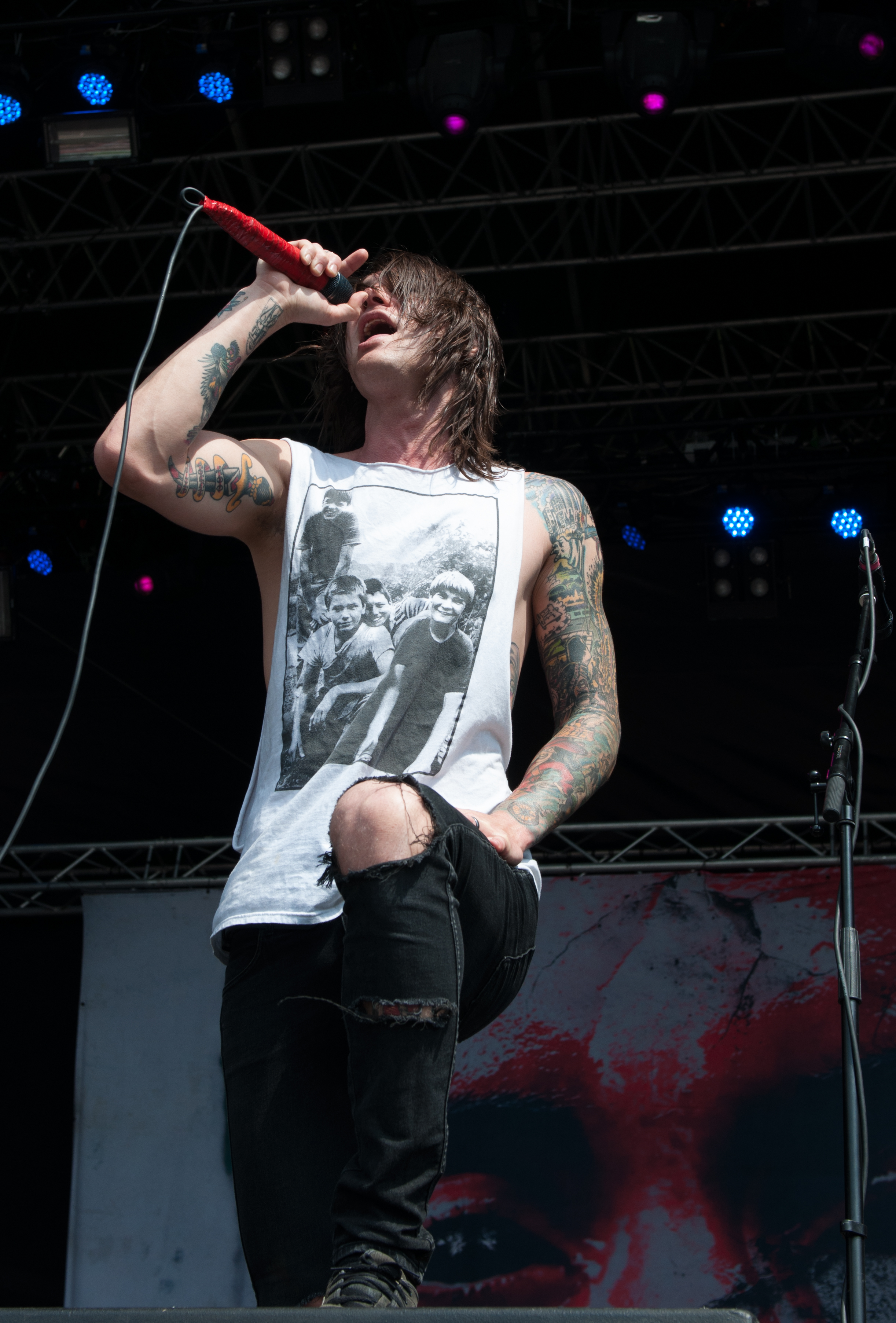
ボウ・ボーカン (2014年)
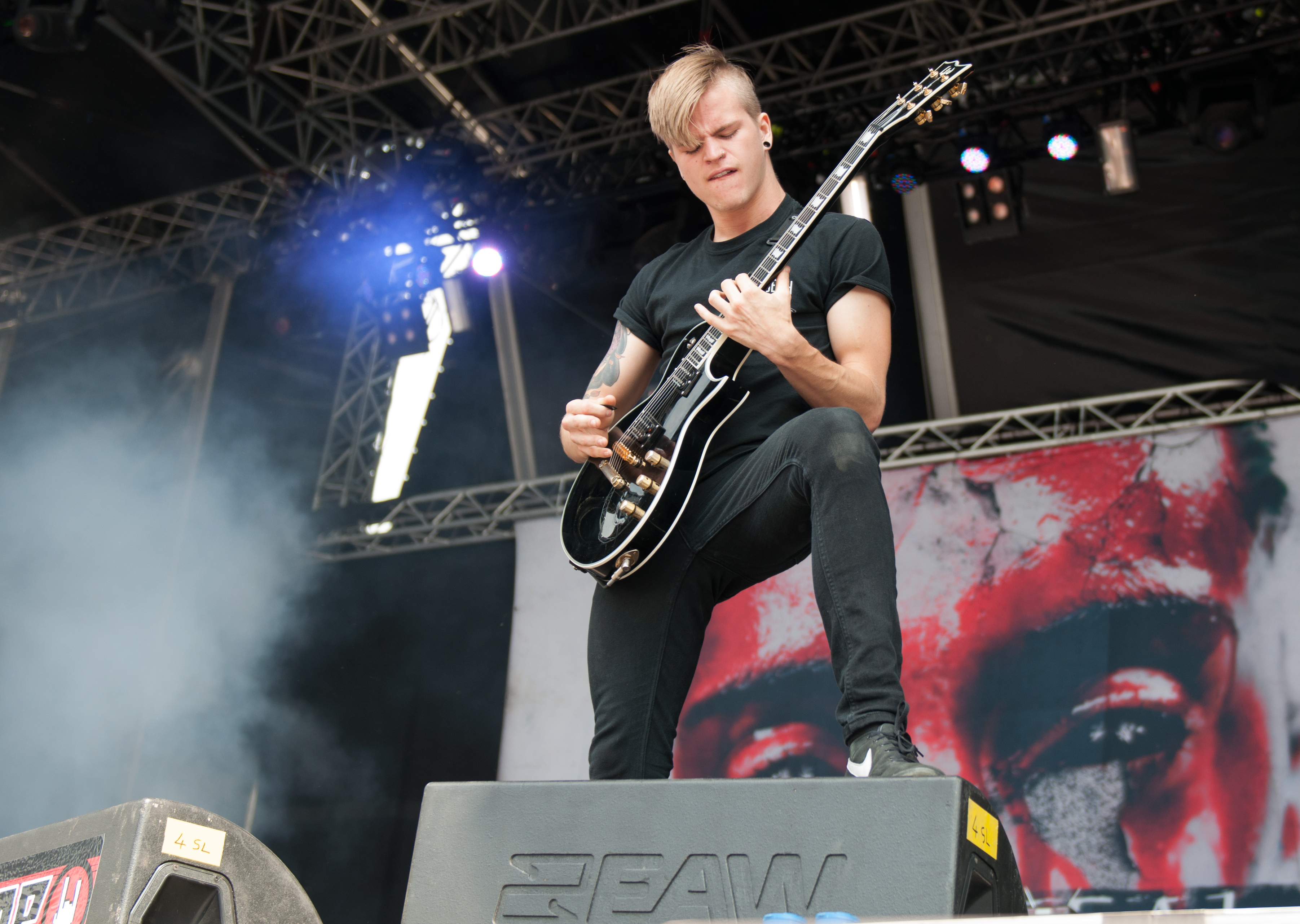
エリオット・グレンバーグ (2014年)
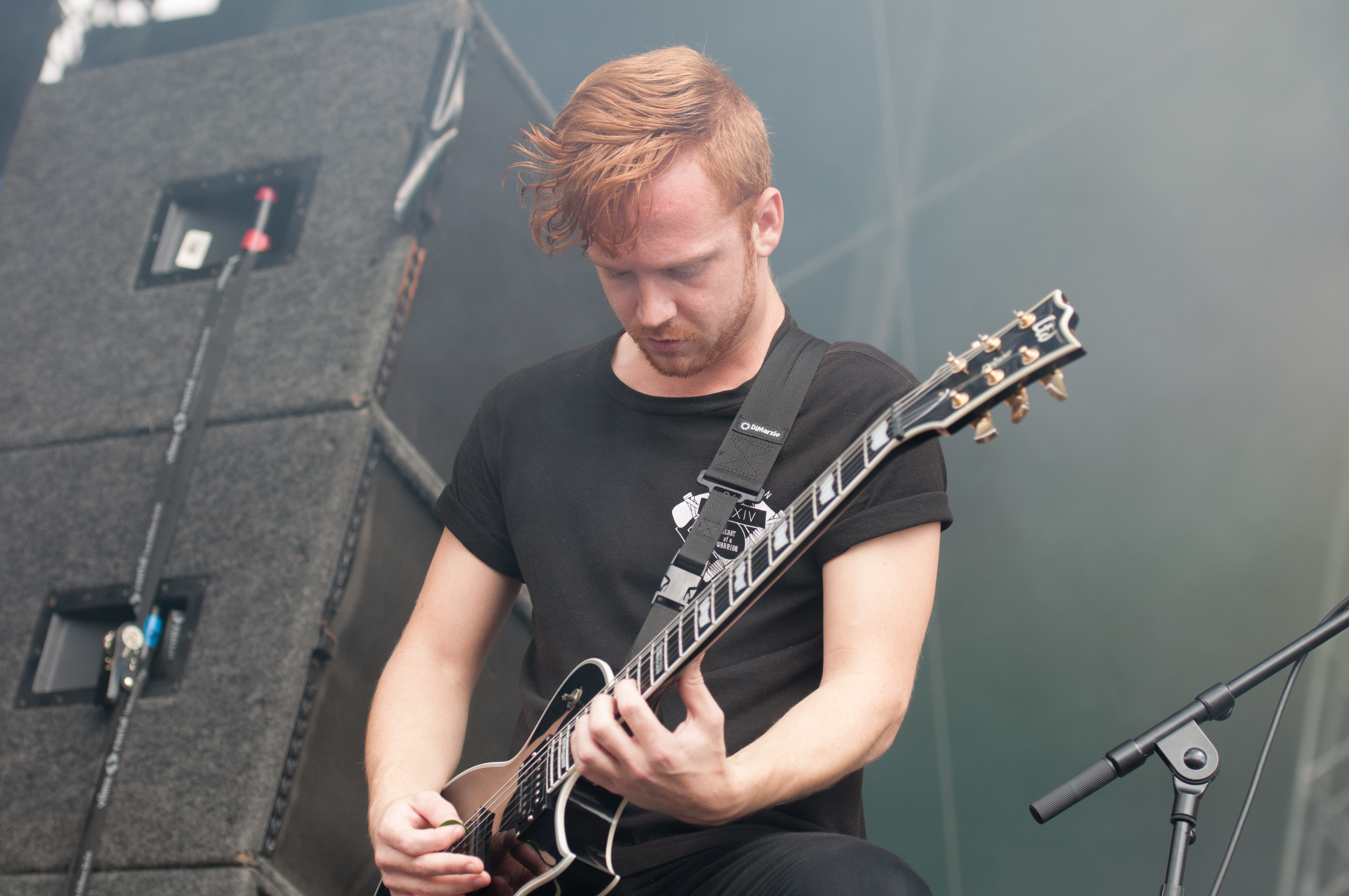
エリック・ランバート (2014年)
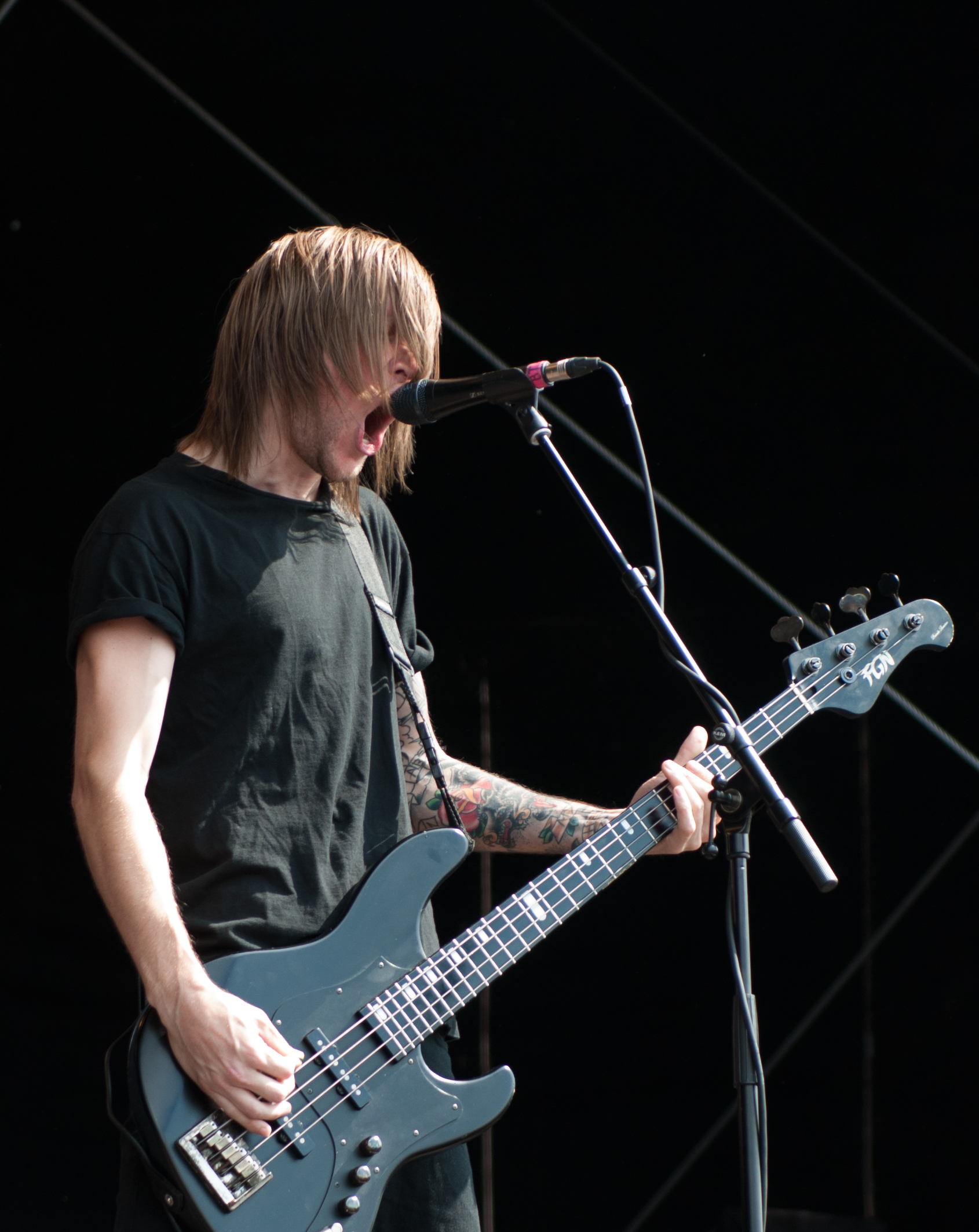
ジャレド・ワース (2014年)

### 旧メンバー
- クレイグ・マビット (Craig Mabbitt) - ボーカル ※2008年脱退。現エスケイプ・ザ・フェイト
- エイデン・ルイス (Aiden Louis) - ベース
- マイルス・バーグスマ (Miles Bergsma) - ギター
- マイク・フリスビー (Mike Frisby) - ギター ※2011年に脱退。

## ディスコグラフィ

### アルバム
| 発売日        | タイトル                                              | 販売レーベル         | 全米ビルボードアルバムチャート 最高位 |
| 2007年4月10日 | ヒズ・ラスト・ウォーク His Last Walk                  | Science/Ferret Music | -                                     |
| 2009年10月6日 | ウイットネス Witness                                  | フィアレス・レコード | 56位                                  |
| 2011年10月4日 | アウェイクニング Awakening                            | フィアレス・レコード | 32位                                  |
| 2013年8月20日 | ホロウ・ボディーズ Hollow Bodies                      | フィアレス・レコード | 15位                                  |
| 2015年9月18日 | トゥ・ゾーズ・レフト・ビハインド To Those Left Behind | フィアレス・レコード | 23位                                  |
| 2018年3月23日 | Hard Feelings                                         | ライズ・レコード     | 54位                                  |

### EP
- Black Rose Dying (2005年)
- Blessthefall EP (2006年)